# Paloma San Basilio

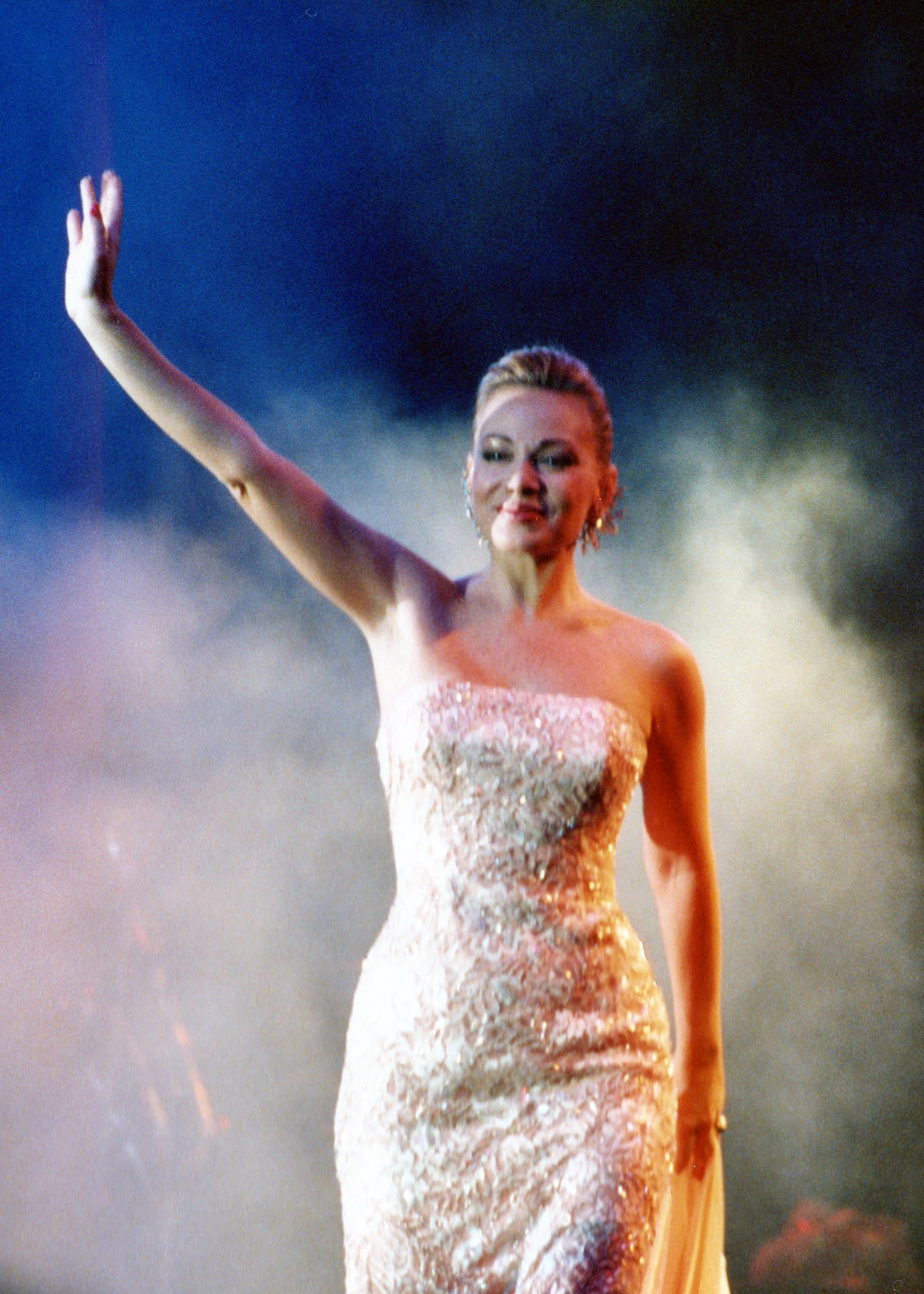
Paloma San Basilio in Atlantic City (1992)

Paloma San Basilio (* 22. November 1950 in Madrid) ist eine spanische Sängerin und Musicaldarstellerin.

## Leben und Wirken
In Spanien und Südamerika erlangte sie Bekanntheit als Hauptdarstellerin in der spanischsprachigen Version des Musicals Evita. Sie wurde beauftragt, Spanien beim Eurovision Song Contest 1985 in Göteborg zu vertreten. Ihre Popballade La fiesta terminó erreichte lediglich den 14. Platz. Sie blieb dem Musicalfach treu und war danach in den Stücken Der Mann von La Mancha, My Fair Lady und Victor/Victoria zu sehen. Im Jahr 1991 bestritt sie ein Konzert zusammen mit Plácido Domingo, das später auch auf DVD veröffentlicht wurde.
2006 wurde San Basilio für ihr Lebenswerk mit dem Latin Grammy Award ausgezeichnet.

## Diskografie (Auswahl)

### Studioalben
| Jahr | Titel                    | Höchstplatzierung, Gesamtwochen, AuszeichnungChartsChartplatzierungen (Jahr, Titel, Platzierungen, Wochen, Auszeichnungen, Anmerkungen) | Anmerkungen    |
| Jahr | Titel                    | ES | Anmerkungen    |
| ---- | ------------------------ | --- | -------------- |
| 2006 | Diva                     | ES24 (11 Wo.)ES |                |
| 2007 | Invierno sur             | ES87 (1 Wo.)ES |                |
| 2008 | Encantados               | ES52 (11 Wo.)ES | mit Luis Cobos |
| 2014 | Las canciones de mi vida | ES83 (1 Wo.)ES |                |
| 2019 | Más cerca                | ES60 (1 Wo.)ES |                |

Weitere Alben
- 1975: Sombras
- 1977: Donde Vas
- 1978: En Directo
- 1979: Beso a beso... dulcemente
- 1980: Evita (Musical)
- 1981: Ahora
- 1982: Dama
- 1991: Por fin juntos! Paloma y Plácido
- 1994: Al Este del Edén
- 1995: Como un Sueño (ES: Gold)[4]
- 1997: Clásicamente Tuya
- 1998: El Hombre de la Mancha (Musical)
- 2002: Los diez de Paloma San Basilio
- 2012: Amolap
- 2014: Las canciones de mi vida
- 2015: Voces para el alma (mit Los Chicos del Coro traen a Valencia)